# Creola (Alabama)
Creola es una ciudad ubicada en el condado de Mobile en el estado estadounidense de Alabama. En el censo de 2000, su población era de 2002.

## Demografía
En el 2000 la renta per cápita promedia del hogar era de $35,517, y el ingreso promedio para una familia era de $38,942. El ingreso per cápita para la localidad era de $14,956. Los hombres tenían un ingreso per cápita de $35,658 contra $19,911 para las mujeres. Para el año 2020 el condado tenía una población 414.809 habitantes.

## Geografía
Creola se encuentra ubicada en las coordenadas 30°53′44″N 88°0′53″O / 30.89556, -88.01472 (30.895465, -88.014760).
Según la Oficina del Censo de los EE. UU., la ciudad tiene un área total de 15.48 millas cuadradas (40.08 km²).